# CoolNovo
CoolNovo (ранее — ChromePlus) — браузер на основе проекта Chromium, разрабатывавшийся китайской компанией Maple Studio и использующий для отображения веб-страниц открытый движок WebKit. Браузер разрабатывался как полноценная замена Google Chrome, содержащая ряд функций, отсутствующих в Chrome. На данный момент проект закрыт.

## История
Первая публичная версия ChromePlus для Microsoft Windows вышла 14 июля 2009 года.
С версии 2.0.0.4, которая вышла 30 декабря 2011 года, браузер называется CoolNovo. Переименование было проведено по требованию Google. Проект был закрыт, а последняя версия вышла в релиз 29 августа 2013 года.

## Технические характеристики
CoolNovo содержит полностью всю ту же функциональность, что и Chromium, а именно сборки, распространяемые Google в Stable-канале обновлений, но китайские разработчики добавили такие функции, как:
- Жесты мышью
- Встроенный менеджер закачек[8]. Удалён из программы в версии 2.0.4[9]
- Закрытие вкладок двойным нажатием
  - В версии 1.4.0.0 появилась возможность закрытия вкладки правой кнопкой мыши.
- «Суперперетаскивание»
- IE Tab (запуск вкладок в режиме «Internet Explorer» с использованием движка рендеринга страниц Microsoft Trident)
- Встроенный блокировщик рекламы
- Возможность настраивать параметры запуска через графический интерфейс браузера
- Защита личной информации пользователя.[10]
  - Улучшена политика очищения приватной информации
  - Не включены в поставку сборки следящие компоненты «Google Chrome»
- С версии 1.5.2.0 появилась поддержка mht-файлов.[11]

## Награды
- Испанский портал программного обеспечения Softonic оценил ChromePlus, как выдающийся браузер.[12]
- Редакторы американского портала Software Cockltail присвоили браузеру награду Выбор редакторов[13]